# Son of Batman
Son of Batman è un film d'animazione del 2014 diretto da Ethan Spaulding. 
Fa parte dei DC Universe Animated Original Movies ed è l'adattamento della serie a fumetti Son of Batman (letteralmente "Il figlio di Batman") del 2006, scritta da Grant Morrison e Andy Kubert. La pellicola è il terzo capitolo del cosiddetto DC Animated Movie Universe.

## Trama
Il quartier generale della Lega degli assassini, guidata da Ra's al Ghul, sua figlia Talia e suo nipote Damian, viene attaccata da Slade Wilson e dai suoi uomini: Deathstroke è infatti desideroso di vendicarsi per essere stato scelto e poi scartato, in favore di Batman, come successore di Ra's e amante di Talia. Il leader della Lega e il suo ex braccio destro si danno quindi battaglia e nonostante Damian riesca a trafiggere l'occhio destro di Slade, Ra's muore poco prima di immergersi nella Fossa di Lazzaro. Talia decide quindi di recarsi a Gotham City col figlio per affidarlo alle cure del padre.
La donna ritrova Batman mentre questi sta combattendo contro Killer Croc in un'azienda farmaceutica e gli spiega la situazione, presentandogli suo figlio Damian e affidandoglielo. La convivenza si dimostra subito difficile: il bambino, infatti, ha lo stesso piglio del nonno e pensa esclusivamente negli stessi termini di dominio e eliminazione dei nemici tipici di Ra's, nonostante Bruce tenti di insegnargli il suo modus operandi.
Deathstroke, nel frattempo, rapisce la famiglia del dottor Kirk Langstrom, in precedenza alleato di Ra's, per costringerlo a ricreare per lui la formula per creare i potenti Man-Bats, che intende usare come truppe per i suoi scopi. Talia, scoperto il suo nascondiglio, lo attacca con gli uomini sopravvissuti della Lega ma viene sconfitta, catturata e torturata per estorcerle informazioni.
Batman, per cercare tracce di Deathstroke, interroga Killer Croc ad Arkham Asylum, mentre Damian, contravvenendo agli ordini del padre, attacca Ubu, braccio destro di Slade; solo l'intervento di Nightwing, l'ex Robin Dick Grayson e primo allievo di Bruce, lo ferma dall'ucciderlo.
Riuniti alla Batcaverna, il commissario Gordon li informa che molto probabilmente gli uomini di Wilson hanno la loro base nel vecchio stadio di Gotham City: padre e figlio, ora nelle vesti di Robin, vi si recano e trovano Langstrom, il quale viene però attaccato da Damian quando dice di non sapere dove si trovi Talia. Gli uomini di Deathstroke si accorgono della loro presenza e il dinamico duo deve vedersela prima con loro e poi con uno stormo di Man-Bats.
Portato lo scienziato alla Caverna, Batman e gli altri scoprono il piano di Wilson e il Cavaliere Oscuro, avendo trovato allo stadio una stanza usata per torturare Talia, capisce che questa è nelle mani di Deathstroke; Langstrom e Dick cominciano quindi a creare un antidoto per far ritornare normali i Man-Bats mentre Bruce e Damian liberano la famiglia di Langstrom, imprigionata in un covo di Ra's tra le montagne. La figlia dello scienziato, tuttavia, consegna in segreto al giovane un video in cui Deathstroke lo sfida, mostrandogli le violenze usate contro sua madre, a raggiungerlo in una ex piattaforma offshore di Ra's al largo della Scozia, che anche Dick comunica a Bruce essere centro di una attività insolita.
Bruce e Damian arrivano quindi nel Regno Unito e, non appena gli è possibile, il giovane raggiunge la piattaforma: questa non è altro, in realtà, che una montatura con cui Ra's nascondeva un'altra Fossa di Lazzaro, situato nel fondale e che Deathstroke vuole usare per diventare ricco. Quando Wilson spara al giovane, Talia gli fa scudo col suo corpo: i due cominciano a combattere e Batman arriva appena in tempo per mettere in fuga i Man-Bats sguinzagliati da Slade e immergere Talia nella Fossa salvandole la vita.
Damian e Slade danno quindi vita ad una battaglia brutale nella quale è il primo a vincere: memore tuttavia degli insegnamenti del padre e del peso del costume che indossa, Damian gli risparmia la vita, venendo poi salvato dalla imminente distruzione della base da Dick, che col Batwing porta in salvo lui, Talia e Bruce. Sul velivolo si trova inoltre il dottor Langstrom che, armati i cannoni del mezzo con l'antidoto da lui creato, ferma buona parte dei Man-Bats.
Talia, decisa a ricreare la Lega degli Assassini, si separa dal figlio, che rimane col padre al quale la donna affida il compito di rendere grande.

## Riconoscimenti
- 2015 - Young Artist Awards[1]
  - Miglior voce fuori campo – Giovane attore a Stuart Allan

## Differenze col fumetto
- Mentre nel film l'antagonista principale è Deathstroke, nel fumetto è Talia.
- All'inizio del film appare anche Dusan al Ghul, fratello di Talia e figlio di Ra's, che è invece assente nel fumetto.
- Mentre Deathstroke, Nightwing, Ra's e Killer Croc sono assenti nel fumetto ma presenti nel film, altri personaggi, come Tim Drake e Harley Quinn, subiscono la sorte contraria.

## Collegamenti con altre opere tratte da fumetti
- Morena Baccarin era già stata nel cast di Justice League Unlimited (come Black Canary) e Batman: The Brave and the Bold (nel ruolo di Cheetah); dà la voce all'IA Gideon nella prima stagione di The Flash, e poi entrerà stabilmente nel cast di Gotham nel ruolo di Leslie Tompkins.
- Jason O'Mara, oltre ad essere la voce di Batman in molti film animati DC, entrerà nel cast di Agents of S.H.I.E.L.D. nel ruolo di Jeffrey Mace. Sua moglie, l'attrice Paige Turco, ha interpretato April O'Neil in Tartarughe Ninja II - Il segreto di Ooze e Tartarughe Ninja III.